# 1950 Wempe
1950 Wempe este un asteroid din centura principală, descoperit pe 23 martie 1942 de Karl Reinmuth.